# 175718 Wuzhengyi
175718 Wuzhengyi è un asteroide della fascia principale. Scoperto nel 1997, presenta un'orbita caratterizzata da un semiasse maggiore pari a 2,3671124 UA e da un'eccentricità di 0,1452061, inclinata di 2,28586° rispetto all'eclittica.